# Fratellanza Sportiva Sestrese 1933-1934
Questa voce raccoglie le informazioni riguardanti la sezione calcistica della società polisportiva italiana Fratellanza Sportiva Sestrese nelle competizioni ufficiali della stagione 1933-1934.

## Rosa
| N. |                   | Ruolo | Calciatore      |
| -- | ----------------- | ----- | --------------- |
|    | Italia (bandiera) | C     | Alberto Bianchi |
|    | Italia (bandiera) | D     | Giacomo Canepa  |
|    | Italia (bandiera) | D     | Gagnino         |
|    | Italia (bandiera) | C     | Dante Maranetto |
|    | Italia (bandiera) | A     | Marchiandi      |
|    | Italia (bandiera) | A     | Ivo Mazzei      |

| N. |                   | Ruolo | Calciatore           |
| -- | ----------------- | ----- | -------------------- |
|    | Italia (bandiera) | C     | Giuseppe Parodi      |
|    | Italia (bandiera) | C     | Guglielmo Pedrinetto |
|    | Italia (bandiera) | A     | Giuseppe Raggio      |
|    | Italia (bandiera) | P     | Dante Remaggi        |
|    | Italia (bandiera) | A     | Carlo Sala           |
|    | Italia (bandiera) | D     | Luciano Testa        |